# Chợ Ulsan Beongae
Chợ Ulsan Beongae (울산번개시장) là chợ đường phố truyền thống ở Nam-gu, Ulsan, Hàn Quốc. Chợ gồm có hơn 150 cửa hàng bán trái cây, rau, thịt, cá, bánh mì, quần áo và các mặt hàng y học cổ truyền Hàn Quốc. Chợ cũng có nhiều nhà hàng nhỏ và quầy bán thức ăn đường phố.